# Эванс, Хершел
Хе́ршел Э́ванс (англ. Herschel Evans; 9 марта 1909, Дентон — 9 февраля 1939, Нью-Йорк) — американский джазовый тенор-саксофонист, получивший известность в первом составе оркестра Каунта Бэйси.
Хершел Эванс родился 9 марта 1909 года в Дентоне (штат Техас). Сведения о его детстве и юности не сохранились. Он начал выступать в местных биг-бэндах, непродолжительное время играл в оркестрах Троя Флойда, Бака Клейтона, Бенни Моутена, Лайонела Хэмптона. С 1936 года Эванс работал в оркестре Каунта Бэйси, для которого написал композиции «Texas Shuffle» и «Doggin’ Around». В 1938 году сыграл своё знаменитое соло в «Blue and Sentimental».
Умер от болезни сердца за месяц до тридцатилетия.